# Николаев, Яков Иванович
Яков Иванович Николаев (27.11.1916 — 19.01.1997) — сапёр 886-го отдельного сапёрного батальона, 31-я армия, 3-й Белорусский фронт ефрейтор — на момент представления к награждению орденом Славы 1-й степени.

## Биография
Родился 27 ноября 1916 года в деревне Северовка, Лениногорского района Республики Татарстан. В 1922 году мать вышла замуж за Генералова Фёдора Ивановича и взяла его фамилию, сын так же был записан на фамилию отчима. Окончил 4 класса сельской школы. Работал в колхозе «Венера».
В августе 1941 года был призван в Красную армию Шугровским райвоенкоматом. С того же времени на фронте. Весь боевой путь прошёл в составе 886-го отдельного сапёрного батальона. Воевал на Калининском, 2-м Прибалтийском, 3-м Белорусском фронтах.
В период с 15 по 20 февраля 1944 года при подготовке прорыва вражеской обороны в районе озера Рожново красноармеец Генералов снял 113 мин и сделал 3 прохода в минных полях противника. Своими действиями обеспечил безопасный путь для наших танков в глубину обороны противника. У железнодорожной станции Локня на железнодорожном полотне и объездных путях обезвредил около 60 мин и разминировал 3 мостик.
Приказом по войскам 44-го стрелкового корпуса от 11 марта 1944 года красноармеец Генералов Яков Фёдорович награждён орденом Славы 3-й степени.
В ходе наступательных боёв в июле 1944 года красноармеец Генералов в составе группы сапёров участвовал в постройке переправ и мостов через две реки, показал образцы самоотверженной работы в сложных условиях. Награждён орденом Красной Звезды.
При блокировании группировки противника на Курляндском направлении был ранен, попал в госпиталь. Нашёл свою часть на 3-м Белорусском фронте, где в составе 31-й армии 886-й сапёрный батальон участвовал в Белорусской наступательной операции, а после Гумбинненской операции вместе с другими частями ступил на территорию Восточной Пруссии.
25 января 1945 года при прорыве обороны противника близ населённого пункта Дзингелен красноармеец Генералов проделал, в полосе наступления 1108-го стрелкового полка, 2 прохода в минных полях, снял 28 мин противника и 35 своих мин. При наступлении сопровождал стрелковые подразделения, не имел ни одного случая прорыва.
Приказом по войскам 31-й армии от 9 февраля 1945 года красноармеец Генералов Яков Фёдорович награждён орденом Славы 2-й степени.
29 марта 1945 года при штурме города Хайлигенбайль ефрейтор Генералов первым поднялся в атаку, уничтожил расчёт вражеского орудия, ворвался в траншею, гранатами и огнём из автомата истребил несколько противников. Был контужен, но остался в строю.
Указом Президиума Верховного Совета СССР от 29 июня 1945 года ефрейтор Генералов Яков Фёдорович награждён орденом Славы 1-й степени. Стал полным кавалером ордена Славы.
После окончания войны ещё год оставался на службе, разминировал Кёнигсберг, поля Белоруссии. В 1946 году старшина Генералов был демобилизован. Вернулся на родину.
В 1949 году, при замене паспорта, предъявил свидетельство о рождении на Николаева Якова, а отчество вписали с его слов, якобы родного отца по имени, — Иванович. Только после выхода 3 марта 1967 года Указа о дополнительных льготах для лиц, награждённых тремя орденами Славы, обратился с просьбой о замене орденских книжек. Указом Президиума Верховного Совета СССР от 11 января 1973 года соответствующие изменения были внесены.
Работал плотником в управлении «Камснаб», сменным мастером в Лениногорском управлении «Татгеологоразведка», мастером Управления производственной технической комплектации. Последние годы жил в Нижнекамске. Активно участвовал в общественной работе в качестве члена совета ветеранов войны и труда города.
Скончался 19 января 1997 года. Похоронен на кладбище в деревне Ильинка Нижнекамского района.

## Награды
- Орден Отечественной войны I степени (6.04.1985)[3]
- Орден Красной Звезды (21.07.1944)[4]

- Орден Славы 1-й степени (29.6.1945)[5][2]
- Орден Славы 2-й степени (09.02.1945)[6][2]
- Орден Славы 3-й степени (11.3.1944)[7][2]
- Медаль «В ознаменование 100-летия со дня рождения Владимира Ильича Ленина» (6 апреля 1970)
- Медаль «За победу над Германией в Великой Отечественной войне 1941—1945 гг.» (9 мая 1945[8])
- Юбилейная медаль «Двадцать лет Победы в Великой Отечественной войне 1941—1945 гг.» (7 мая 1965[9])
- Юбилейная медаль «Тридцать лет Победы в Великой Отечественной войне 1941—1945 гг.»[10]
- Медаль «Ветеран труда»
- Юбилейная медаль «50 лет Вооружённых Сил СССР» (26 декабря 1967[11])
- Юбилейная медаль «60 лет Вооружённых Сил СССР» (28 января 1978[12])
- Знак «25 лет победы в Великой Отечественной войне» (1970)